# Ett barns likfärd
Ett barns likfärd (finska: Lapsen ruumissaatto) är en oljemålning av den finländske konstnären Albert Edelfelt (1854–1905) från 1879. Den är utställd på Ateneum i Helsingfors sedan 1907.
Edelfelt började sin målarbana som historiemålare (till exempel Drottning Blanka) men blev i slutet av 1870-talet en stor förespråkare av franskt friluftsmåleri. 
Ett barns likfärd visar sex högtidsklädda personer som roende för ett barn i en kista till sin sista vila en stilla sommardag. Målningen tillkom utanför Borgå där Edelfelts mor 1879 hyrde en sommarvilla på Haiko herrgårds mark. Edelfelt återkom till Borgå hela sitt liv och 1883 byggde han en ateljé där som nu är ett museum, Albert Edelfelts ateljémuseum.
Edelfelt ställde ut målningen på salongen i Paris där den belönades med en medalj av tredje klassen. Det var den dittills största internationella framgången för finländskt måleri.